# Podejście kwalifikacyjne
Podejście kwalifikacyjne – najstarsze spojrzenie na przywództwo. U źródeł tego podejścia stoją badania nad charakterystycznymi cechami efektywnych przywódców, tymi typowymi oraz unikatowymi. Podstawowym założeniem tego podejścia jest teoria mówiąca o przywództwie jako coś wrodzonego:
- przywódcy rodzą się z odpowiednimi cechami
- przywództwo jest rzadką umiejętnością bazującą na cechach osobowych
- przywódcy są charyzmatyczni (Robbins, 1992)

## Badania
Badania cech osobowych miały odkryć przed nami charakterystyczny zestaw cech wybitnych przywódców, które nie są dostępne dla zwykłego śmiertelnika.
Uzyskano różne kompilacje cech. Cechy poddane badaniom podzielono na grupy:
- cechy fizyczne
  - wzrost
  - atrakcyjność
- cechy osobowości
  - agresywność
  - pewność siebie
- umiejętności budowania relacji społecznych
  - takt
  - urok osobisty
- umiejętności zawodowe
  - zdolności organizacyjne
  - podejmowanie inicjatywy

Lista specyficznych atrybutów liderów charyzmatycznych zawierała takie cechy jak odporność na stres, asertywność, kooperatywność oraz wiele innych.
Istnieje korelacja między cechami osobowymi a sukcesami kierowników. Do takiego wniosku doprowadziły badania nad:
- umiejętnościami komunikacji interpersonalnej
- zdolnościami budowania relacji międzyludzkich
- potrzebami rozwoju
- odpornością na stres
- umiejętność radzenia sobie z niepewnością
- energiczność

## Zestawienie cech i umiejętności według K. Obłója
cechy:
- pewność siebie
- ambicja
- asertywność
- zdolność do dominacji nad innymi
- tolerancja na stres
- upór i stanowczość
- inteligencja
- odwaga

umiejętności:
- umiejętność tworzenia wizji pożądanego stanu
- kreatywność i innowacyjność
- takt i talenty dyplomatyczne
- sprawność perswazyjnego mówienia i słuchania
- szybkie podejmowanie decyzji
- umiejętność stawiania zadań i organizowania pracy

Podejście kwalifikacyjne znalazło charakterystyczne cechy liderów, ale nie dostarczyło odpowiedzi na następujące pytania:
- Jakie cechy są najważniejsze w konkretnych sytuacjach? (wyniki badań były różne)
- Kto może być liderem, a kto się do tego w ogóle nie nadaje?